# 阿倍広津麻呂
阿倍 広津麻呂（あべ の ひろつまろ）は、奈良時代の貴族。氏は安倍とも記される。官位は従五位上・中衛少将。

## 経歴
延暦2年（783年）桓武天皇の夫人・藤原乙牟漏が立后すると、皇后宮少進となってこれに仕える。翌延暦3年（784年）従五位下に叙爵する。延暦4年（785年）従五位上・皇后宮大進に叙任されるが、同年9月に発生した藤原種継暗殺事件に連座して廃された早良親王に代わって、11月に乙牟漏所生の安殿親王（のち平城天皇）が立太子されると、広津麻呂は春宮亮となってこれに仕える。
のち、春宮亮を務めながら、延暦6年（787年）式部少輔、延暦7年（788年）中衛少将を歴任する。延暦9年（790年）皇后・藤原乙牟漏が崩御した際には御葬司を務めた。

## 官歴
『続日本紀』による。
- 時期不詳：正六位上。皇后宮少進（皇后・藤原乙牟漏）
- 延暦3年（784年） 正月7日：従五位下
- 延暦4年（785年） 正月15日：兼常陸大掾。6月18日：従五位上。8月14日：皇后宮大進。11月25日：春宮亮
- 延暦5年（786年） 正月24日：兼越前介
- 延暦6年（787年） 3月22日：式部少輔、春宮亮越前介如故
- 延暦7年（788年） 7月25日：中衛少将、式部少輔春宮亮如故
- 延暦9年（790年） 閏3月11日：御葬司（皇后藤原乙牟漏崩御）